# Misty (rivière)
Pour les articles homonymes, voir Misty.
La rivière Misty (anglais : Misty River) est une rivière du Fiordland dans le district de Southland en région Southland, dans l’Île du Sud de la Nouvelle-Zélande.

## Géographie
Elle prend naissance à l’est du col d’Irene Pass et s’écoule vers l’ouest dans le lac Teardrop.